# Jules Pascin
Jules Pascin é o pseudônimo de Julius Mordecai Pincas (em búlgaro:  Юлиус Мордекай Пинкас; Vidin, Bulgária, 31 de março de 1885—Paris, 5 de junho de 1930), pintor de origem búlgara nacionalizado norte-americano.

## Biografia
Julius Pincas era filho de pai sefardita e mãe servo-italiana.
Começou na Alemanha como caricaturista com sucesso. Adotou o pseudônimo de Jules Pascin após chegar a Paris em dezembro de 1905, como parte da grande emigração de criatividade artística no início do século XX. Em 1907 Pascin conheceu a Hermine Lionette Cartan David, também pintora, e ficaram amantes, vivendo juntos até Pascin marchar para os Estados Unidos em 3 de outubro de 1914. Hermine David permaneceu em Paris com a sua mãe até marchar também para os Estados Unidos, a pedido de Pascin, em 31 de outubro de 1914.
Pascin viveu nos Estados Unidos de 1914 até 1920, sem intervir na Primeira Guerra Mundial. Estando ali ensinou na Academia Telfair  em Savannah, Geórgia. Hermine e ele pintaram em Nova York, Miami, Nova Orleans e Cuba. Pascin casou-se com Hermine David em Nova Iorque. Foram testemunhas Max Weber e Maurice Sterne, ambos os pintores residentes em Nova Iorque e amigos de Pascin. Pascin recebeu a cidadania norte-americana, mas na França tornouse-se símbolo da comunidade artística de Montparnasse. Tocado com um chapéu fungo, resultava uma presença engenhosa no café Le Dôme, o club Le Jockey, e outros locais favoritos da sociedade boêmia da zona. Pascin visitou a Bulgária em 1923/1924.
De volta para França, consagrou-se como autor de desenhos e aquarelas, sobretudo de retratos de modelos femininos, entre eles da sua esposa Hermine David e da sua amiga Lucy Krogh.
Tendo vivido uma infância vivida no ambiente repressivo de uma família tradicional judaica que lhe mandara abandonar a sua primeira amante por ser maior do que ele, levou uma vida de festejos (chamava-lhe Príncipe de Montparnasse e Príncipe dos três montes).
Apesar de estar constantemente em festas, Pascin criou milhares de aquarelas e rascunhos, além de desenhos e caricaturas que vendia a jornalis e revistas. Estudou a arte do desenho na Academia Colarossi e, como Henri de Toulouse-Lautrec antes dele, desenhou o ambiente que o rodeava e aos seus amigos, tanto masculinos quanto femininos. Queria tornar-se um pintor sério, mas com o tempo deprimiu-se profundamente ao ser incapaz de conseguir um sucesso de crítica com os seus esforços.
Durante os anos 1920, Pascin pintou, sobretudo, frágeis petites filles, prostitutas aguardando clientes, ou modelos esperando que acabe o posado. As suas pinturas vendiam-se, mas o dinheiro gastava-o com rapidez. Era famoso por ser o anfitrião de numerosas festas, grandes e escandalosas, que dava no seu apartamento; quando o convidavam a qualquer outro lugar a jantar chegava com tantas garrafas de vinho como podia levar. Frequentemente liderava um grande grupo de amigos em piqueniques estivais à beira do Marne, com excursões que duravam toda a tarde. Segundo o seu biógrafo, Georges Charensol, "Apenas tinha  escolhido mesa no Dôme ou o Sélect quando o rodeavam cinco ou seis amigos; às nove em ponto, quando nos erguíamos, poderíamos ser 20 ao todo, e tarde, quando decidíamos ir para Montmartre onde Charlotte Guardelle ou a Princesa Marfa -onde a Pascin encantava começar a tocar a bateria na orquestra de jazz- ele tinha de chamar dez taxis".
No relato de Ernest Hemingway Paris era uma festa, há um capítulo intitulado Com Pascin no Dôme, relatando uma noite em 1923 que parara em Le Dôme e encontrara Pascin acompanhado de duas modelos. A descrição de Hemingway dos acontecimentos dessa noite são considerados uma das imagens que simbolizam o Montparnasse da época.
Atrás da brilhantez de Pascin escondia-se o terror de uma mente torturada. Sofria depressão e alcoolismo. "Enlouquecido pela sua própria lenda", segundo o crítico de arte Gaston Diehl, suicidou-se em 2 de julho de 1930, nas vésperas de uma prestigiosa exposição individual cortando-se as veias dos pulsos e enforcando-se no seu estudo de Montmartre. Sobre a parede deixou uma mensagem escrita com o seu próprio sangue que dizia adeus ao seu amor perdido, Cecile (Lucy) Vidil Krohg. No seu testamento, Pascin deixou o seu patrimônio em partes iguais à sua amante, Lucy Krohg, e à sua esposa, Hermine David.
O dia do funeral de Pascin, 7 de junho de 1930, fecharam todas as galerias de Paris. Milhares de conhecidos da comunidade artística junto a dúzias de camareiros dos restaurantes e dos salões que frequentava, todos vestidos de preto, caminharam detrás do seu caixão ao longo dos cerca de cinco quilômetros, do seu estudo no bulevar de Clichy, número 36, até o cemitério de Saint-Ouen.

## Galeria

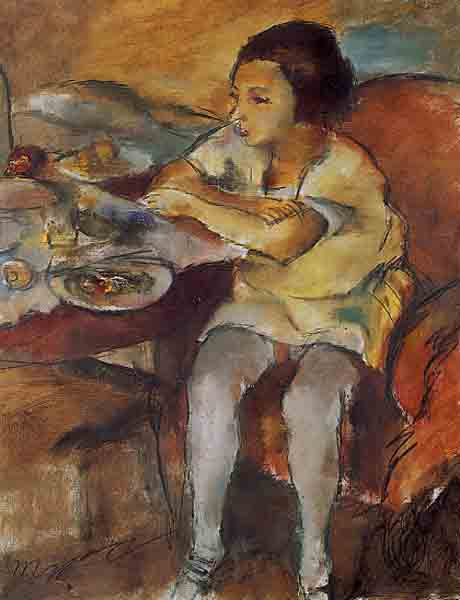
O pequeno almoço, 1923
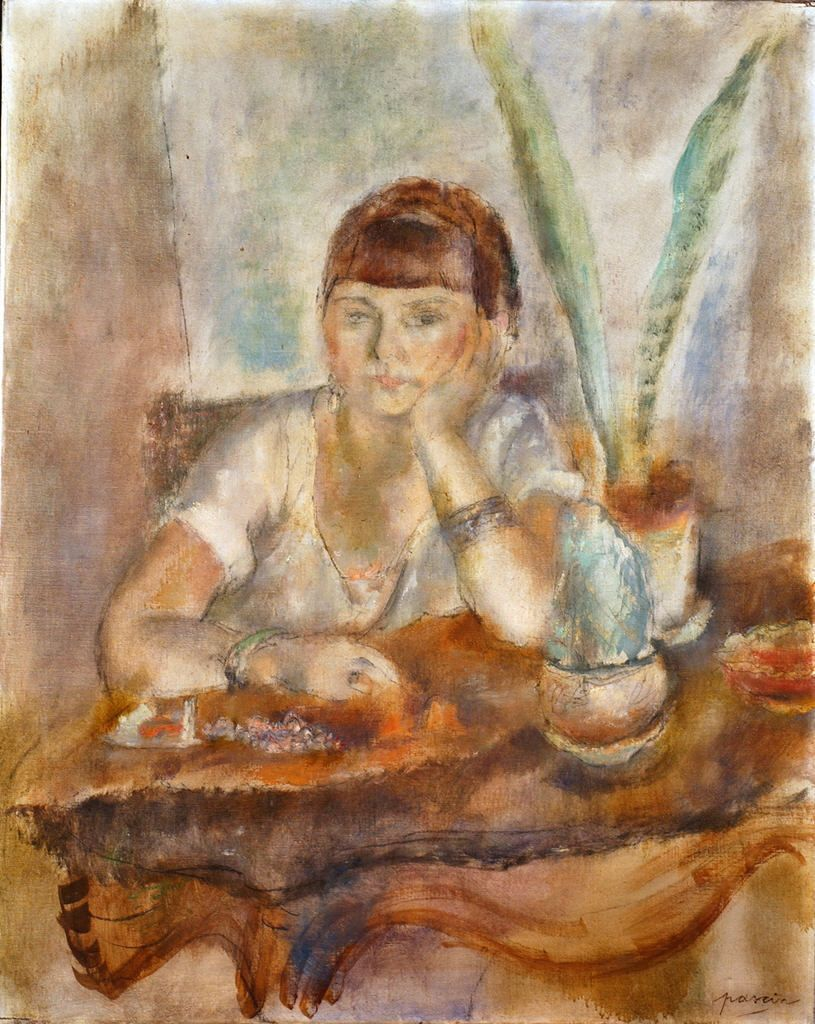
Retrato de Mimi Laurent, 1927–1928
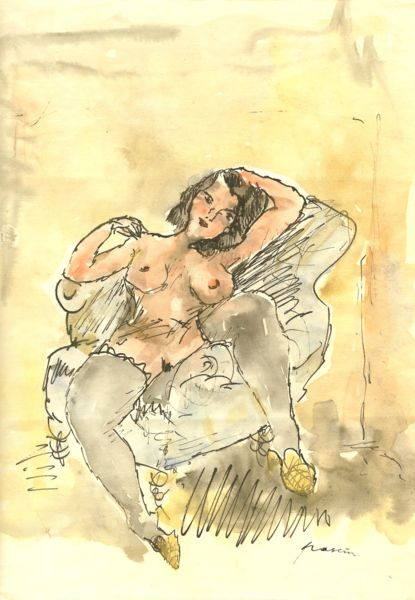
Nu sobre uma cadeira
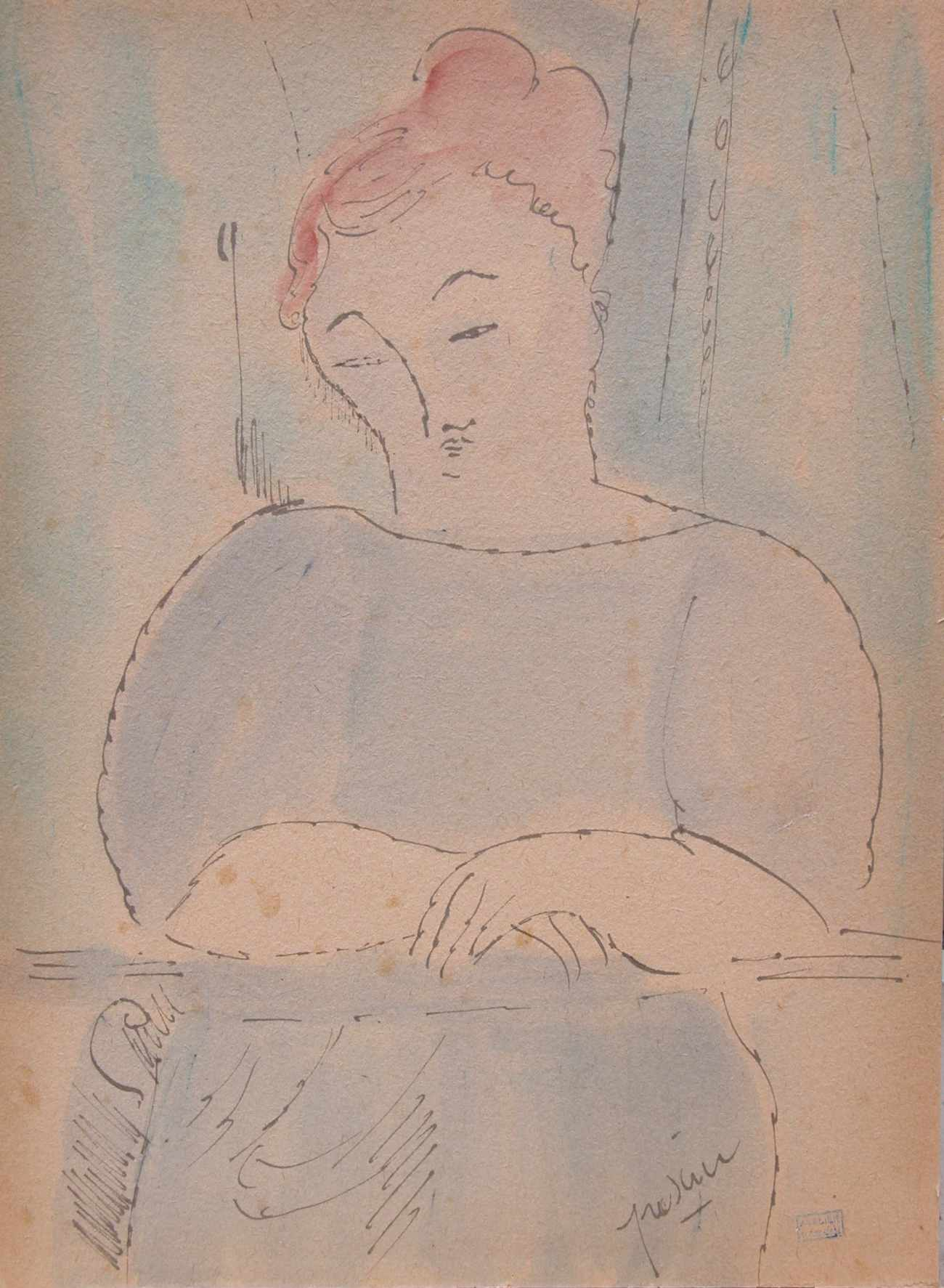
Pensando
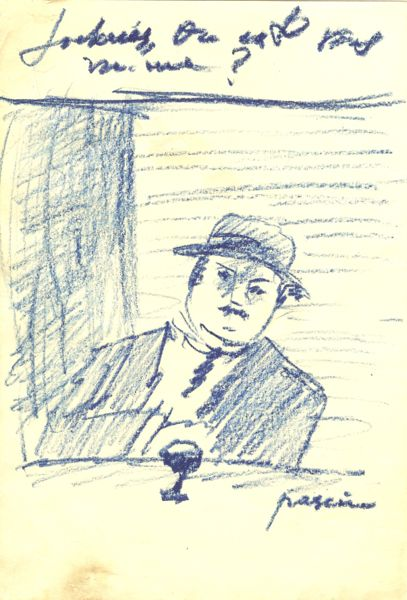
Homem com copo de vinho
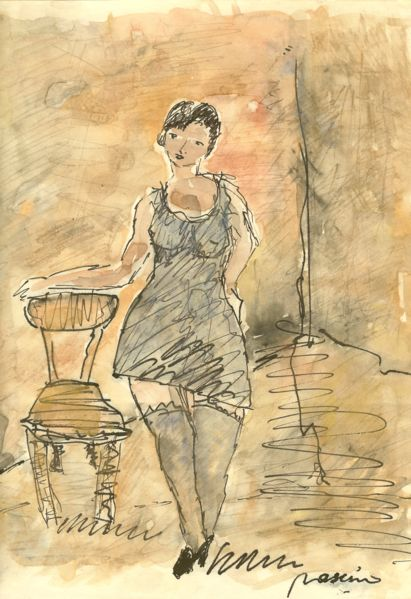
Mulher com uma cadeira
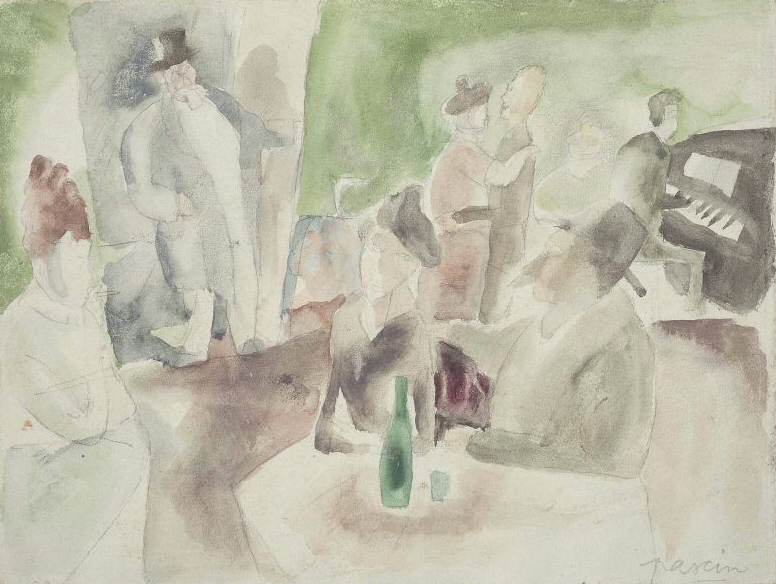
Cena de café
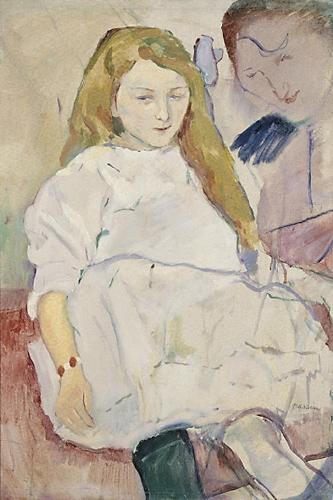
Mãe e filho